# انتخابات مجلس الأمن التابع للأمم المتحدة 1967
أُجريت انتخابات مجلس الأمن التابع للأمم المتحدة لعام 1967 في 6 نوفمبر 1967 خلال الدورة الثانية والعشرين للجمعية العامة للأمم المتحدة، التي عقدت في مقر الأمم المتحدة في مدينة نيويورك. انتخبت الجمعية العامة الجزائر والمجر وباكستان وباراغواي والسنغال أعضاءا غير دائمين في مجلس الأمن التابع للأمم المتحدة لفترة سنتين تبدأ في 1 يناير 1968. وشهدت الجزائر والسنغال أول انتخابات لهما في المجلس.

## القواعد
يتألف مجلس الأمن من 15 مقعدا، يشغلها خمسة أعضاء دائمين وعشرة أعضاء غير دائمين. وفي كل عام، يتم انتخاب نصف الأعضاء غير الدائمين لمدة عامين.   ولا يجوز للعضو الحالي أن يترشح على الفور لإعادة انتخابه. 
وفقًا للقواعد التي يتم بموجبها تناوب المقاعد العشرة غير الدائمة في مجلس الأمن بين الكتل الإقليمية المختلفة التي تقسم إليها الدول الأعضاء في الأمم المتحدة تقليديًا لأغراض التصويت والتمثيل،  يتم تخصيص المقاعد الخمسة المتاحة على النحو التالي:
- مقعدان للدول الإفريقية، أحدهما هو "المقعد العربي" (تشغلهما مالي ونيجيريا)
- مقعد للمجموعة الآسيوية (الآن مجموعة آسيا والمحيط الهادئ) [5](تشغله اليابان)
- مقعد لأمريكا اللاتينية ومنطقة البحر الكاريبي (تشغله الأرجنتين)
- مقعد لمجموعة أوروبا الشرقية (تشغله بلغاريا)

ولكي يتم انتخابه، يجب أن يحصل المرشح على أغلبية ثلثي الحاضرين والمصوتين. إذا كان التصويت غير حاسم بعد الجولة الأولى، فسيتم إجراء ثلاث جولات من التصويت المقيد، تليها ثلاث جولات من التصويت غير المقيد، وهكذا، حتى يتم الحصول على نتيجة. في التصويت المقيد، لا يجوز التصويت إلا على المرشحين الرسميين، بينما في التصويت غير المقيد، يجوز التصويت على أي عضو في مجموعة إقليمية معينة، باستثناء أعضاء المجلس الحاليين.

## النتيجة
أدار الانتخابات رئيس الجمعية العامة للأمم المتحدة آنذاك كورنيليو مينيسكو من رومانيا. في هذا التاريخ، كان عدد الدول الأعضاء في الأمم المتحدة 122 دولة. وكان على مندوبي الدول الأعضاء كتابة أسماء الدول الخمس التي يرغبون في انتخابها على أوراق الاقتراع. ولم تكن هناك أي ترشيحات قبل الانتخابات. وتم التصويت بالاقتراع السري، وعلى ورقة اقتراع واحدة. تم استخدام 118 ورقة اقتراع.
| الدولة                  | الجولة الأولى |
| باكستان                 | 118           |
| السنغال                 | 110           |
| الجزائر                 | 108           |
| المجر                   | 105           |
| باراغواي                | 101           |
| رومانيا                 | 3             |
| ألبانيا                 | 2             |
| تونس                    | 2             |
| الأوروغواي              | 2             |
| تشيلي                   | 1             |
| قبرص                    | 1             |
| الكونغو                 | 1             |
| الكونغو الديمقراطية     | 1             |
| كوبا                    | 1             |
| داهومي                  | 1             |
| الإكوادور               | 1             |
| مدغشقر                  | 1             |
| مالاوي                  | 1             |
| المغرب                  | 1             |
| البيرو                  | 1             |
| يوغوسلافيا              | 1             |
| ممتنعون                 | 0             |
| بطاقات الاقتراع الباطلة | 0             |
| الأغلبية المطلوبة       | 79            |

## روابط خارجية
- وثيقة الأمم المتحدة A/59/881 مذكرة شفوية من البعثة الدائمة لكوستاريكا تحتوي على سجل لانتخابات مجلس الأمن حتى عام 2004